# Cacomantis
Cacomantis – rodzaj ptaków z podrodziny kukułek (Cuculinae) w obrębie rodziny kukułkowatych (Cuculidae).

## Zasięg występowania
Rodzaj obejmuje gatunki występujące w Azji Południowej i Południowo-Wschodniej oraz Australazji.

## Morfologia
Długość ciała 18–28 cm; masa ciała 19,5–44 g.

## Systematyka

### Etymologia
- Cacomantis: gr. κακομαντις kakomantis, κακομαντεως kakomanteōs „prorok zła”, od κακος kakos „zły, niepomyślny”; μαντις mantis, μαντεως manteōs „prorok”; śpiew kukułki siwogardłej, słyszany w nocy z cmentarzysk, był uważany przez zabobonnych Jawajczyków za proroctwo zagłady[10].
- Gymnopus: gr. γυμνος gumnos „goły, nagi”; πους pous, ποδος podos „stopa”[11]. Gatunek typowy: Cuculus passerinus Vahl, 1797.
- Polyphasia: gr. πολυς polus „wiele”; φασεως phaseōs „fazy, okresy”[12]. Gatunek typowy: Cuculus flavus J.F. Gmelin, 1788 (= Cuculus merulinus Scopoli, 1786).
- Ololygon: gr. ολολυγων ololugōn, ολολυγονος ololugonos „małe, kraczące lub piskliwe stworzenie” wspomniane przez Teokryta i Aratosa, być może jakaś sowa, ale niewłaściwie zidentyfikowane, od ολολυζω ololuzō „głośno płakać”[13]. Gatunek typowy: Cuculus passerinus Vahl, 1797.
- Penthoceryx: gr. πενθος penthos „smutek, nieszczęście”; κηρυξ kērux, κηρυκος kērukos „herold”; według legend krzyki kukułki jarzębatej mają przepowiadać nieszczęście i złą pogodę[14]. Gatunek typowy: Cuculus sonneratii Latham, 1790.
- Vidgenia: Herbert Graham Vidgen (1874–1960), australijski poławiacz pereł w Pacyfiku, kolekcjoner[15]. Gatunek typowy: Cuculus (Cacomantis) castaneiventris Gould, 1867.

### Podział systematyczny
Do rodzaju należą następujące gatunki:
- Cacomantis castaneiventris (Gould, 1867) – kukułka kasztanowobrzucha
- Cacomantis flabelliformis (Latham, 1801) – kukułka wachlarzowata
- Cacomantis sonneratii (Latham, 1790) – kukułka jarzębata
- Cacomantis merulinus (Scopoli, 1786) – kukułka siwogardła
- Cacomantis passerinus (Vahl, 1797) – kukułka siwobrzucha
- Cacomantis sepulcralis (S. Müller, 1843) – kukułka rdzawobrzucha
- Cacomantis virescens (Brüggemann, 1876) – kukułka szaropierśna
- Cacomantis aeruginosus Salvadori, 1878 – kukułka koralowa – takson wyodrębniony ostatnio z C. sepulcralis[17]
- Cacomantis variolosus (Vigors & Horsfield, 1827) – kukułka płowa
- Cacomantis blandus Rothschild & E. Hartert, 1914 – kukułka szarogardła
- Cacomantis addendus Rothschild & E. Hartert, 1901 – kukułka melanezyjska